# الموراسية

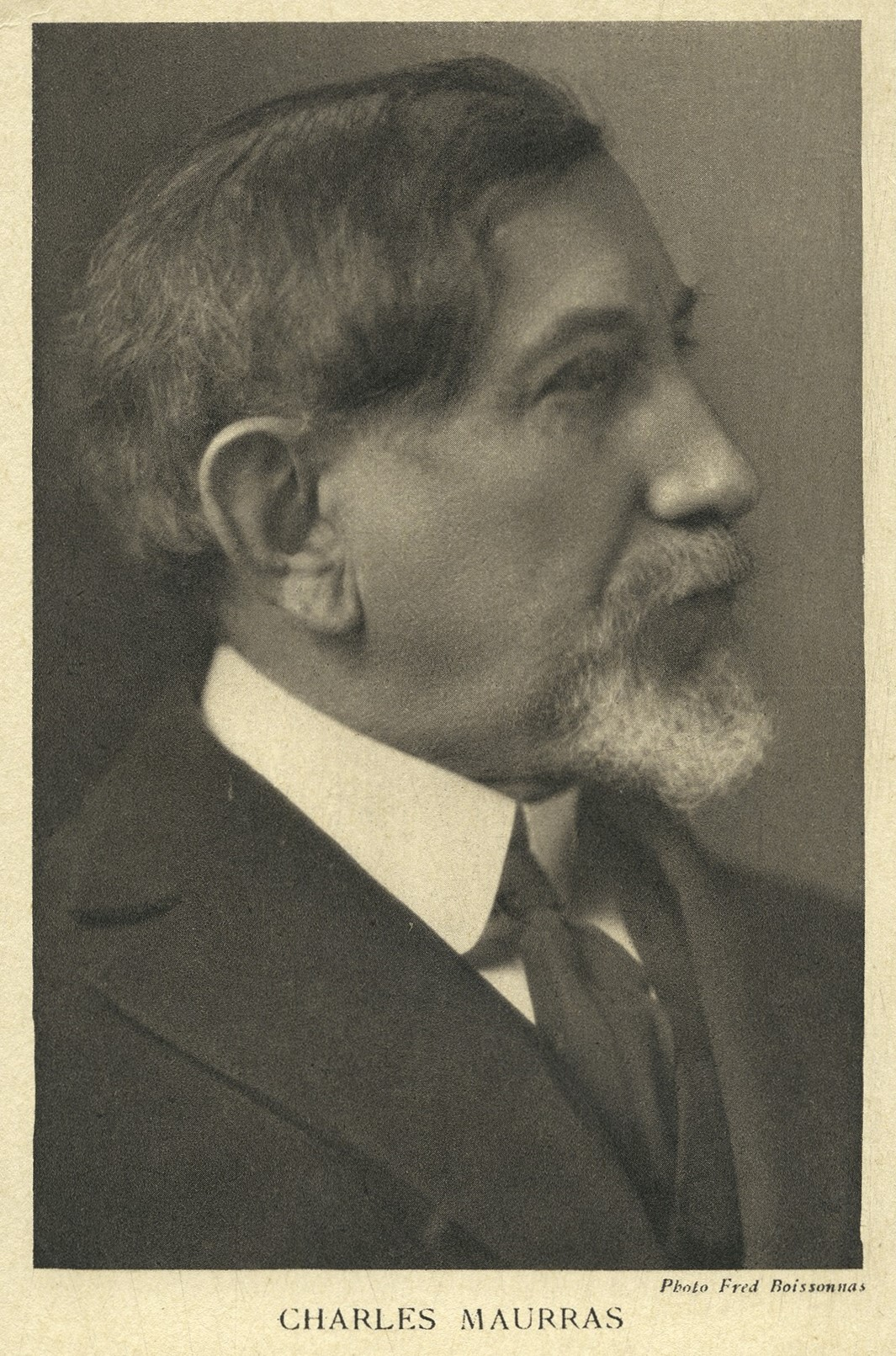

الموراسية هي عقيدة سياسية أسسها الصحفي الفرنسي شارل موراس (1868 - 1952)، وترتبط ارتباطًا وثيقًا بحركة العمل الفرنسية. وتدعو الموراسية إلى تحالف القومية المتكاملة والمطلقة، والملكية، والنقابوية، مع النقابية الثورية، ومعارضة الديمقراطية، والليبرالية، والرأسمالية.

## مذهب الموراسية

### حالة من الانحطاط
كان طموح الموراسية أن تكون عقيدة مضادة للثورة، للتأكيد على تماسك فرنسا وعظمتها. وبدأت من شعار «السياسة أولاً»، من الفرضية، والوطنية، التي محتها الثورة الفرنسية لتفضيل القومية، والدولة: فبالنسبة لموراس، تم تقويض المجتمع الفرنسي في أواخر القرن التاسع عشر بسبب الانحطاط والفساد. وحسب قوله، فقد نشأت هذه الاضطرابات من الثورة وتسببت في احتدامها في قضية دريفوس. وتراوحت التأثيرات الفلسفية لموراس من أفلاطون وأرسطو إلى جوزيف دو ميستر، مرورًا بدانتي وتوما الأكويني وأوغست كونت. وتراوحت تأثيراته التاريخية من سانت بوف إلى فوستيل دو كولونجو مرورًا بتاين وإرنست رينان.
كانت الروح الثورية والرومانية بالنسبة لموراس مخطئة، وهي التي تحملتها القوى الليبرالية التي وصفها بأنها أربع دول كونفدرالية (États confédérés)، حددها في عام 1949 في الكتاب الذي يحمل عنوان من أجل الشباب الفرنسي: (Pour un jeune Français)، وهم اليهود، والبروتستانت، والماسونيون، والأجانب الذين أسماهم موراس «الأجانب المقيمين» (métèques). وقد أعلنوا «المعاداة لفرنسا»، ولا يمكن بأي حال من الأحوال الاعتراف بهم كجزء من الأمة الفرنسية.

### الحلول التي أوجدها موراس: النظام والعقل والكلاسيكية
يبدو أن الموراسية قد تولدت من الرغبة في النظام لدى الصغير شارل موراس، ويرجع ذلك إلى الصمم الذي كان يعاني منه.
- في الفلسفة، تسبب هذه الرغبة في النظام تعلقًا غير مشروط بالعقل.
- في الفن، يتم الدفاع عن الكلاسيكية ضد الاتجاهات «المنحرفة» للرومانسية.
- في السياسة، أشار ضمنيًا إلى أنه يهدف لنظام يعتمد على السلطة. ولكن بالنسبة لموراس، وهو شاعر إقليمي من بروفنس، يجب أن تتوافق السلطة مع احترام الحريات الإقليمية - وهو الشرط الذي، وفقًا له، يمكن العثور عليه في الملكية. وهكذا أصبح موراس ملكيًا من حيث المبدأ في عام 1896.

وبعبارة أدق وفيما يتعلق بالسياسة، استندت الموراسية إلى السياسات التالية لضمان التماسك الوطني:
- الاستبعاد من الأمة المكونة من أربع «دول كونفدرالية»، وتمجيد المصلحة الوطنية («فرنسا فقط»).
- إنشاء مؤسسات تكون مكلفة بضمان الحريات الإقليمية في الوقت نفسه «للأمة الحقيقية» والحفاظ على الوحدة الوطنية (وبالنسبة لموراس كانت هذه المؤسسة هي الملكية).
- في الأخلاق، تعتبر السلطة التعليمية في الكنيسة الكاثوليكية داعم التوحيد، والمنشئ والنموذج الذي يمثل النظام.

### نموذج سياسي يقوم على «الدولة الحقيقية» (pays réel)
فيما يتعلق بالوضعية، اعتبر موراس أن المنظمات والمؤسسات المجتمعية يجب عليها أن تكون ثمرة الاختيار الذي فرضته القرون، وأن تعتبر «التجريبية المنظمة» أكثر فعالية من النظريات المثالية، وذلك بسبب تكيفها مع كل موقف وطني. ولعبت الملكية دورًا في هذه المؤسسات، وهو الأمر الذي كان ضروريًا بشكل خاص لكبح جماح منافسات الفرنجة الفرنسية.
والثقة في المؤسسات التي أقيمت بمرور الوقت أدت بموراس إلى التمييز بين «الدولة الحقيقية» (pays réel)، المتأصلة في واقع الحياة - المكان، والعمل، والحرف، والأبرشية، والأسرة - و«الدولة القانونية» (pays légal) والتي اعتبرها فرضًا مصطنعًا على «الحقيقية». وقد أعادت هذه الأفكار النظر في موضوعات النظرية العضوية للتقاليد السياسية الكاثوليكية.
تدين أيضًا الغريزة المؤسسية لموراس بالكثير للدولة الاتحادية الأولى وانتمائه إلى حركة فليبريج التي أسسها ميسترال. فقد رأى في الملكية أنها مدخل اللامركزية. واعتبر أن التعلق المباشر للشعب بالسلطة ذات السيادة والدعم الأخلاقي للكنيسة الكاثوليكية كانت قوى توحيد كافية لضمان وحدة وطنية في نظام سياسي مركزي إلى حد كبير. وفي المقابل، تستطيع الجمهورية فقط تحقيق هذه الأهداف عن طريق تقييدها بحزام حديدي من الإدارة المركزية النابليونية. وتمثلت رؤيته في وجود سلطة في الأعلى وحرية في الأسفل.
وتجدر الإشارة إلى أنه من خلال البراغماتية وهاجس الحرب الأهلية التي وقعت في عام 1914 كما في عام 1940، ظل موراس وفيًا لمبدئه المتعلق بالتوفيق القومي، أو الاتحاد الوطني في وقت الأزمات، ودعم كلاً من جورج كليمانصو وفيليب بيتان في هذا الأمر.

## نقطة في تاريخ الأفكار السياسية

### توليف سياسي جديد
من حيث المؤسسات السياسية كان موراس مناصرًا للسلطة التشريعية في شبابه، ثم أصبح جمهوريًا فيدراليًا، ولكنه أعاد اكتشاف ميوله الملكية (على الرغم من اعتباره مؤيدًا للمواطن الملك) في عام 1896 من خلال حجة سياسية: فالملوك قد أسسوا فرنسا، وكانت تتعرض للهزيمة منذ عام 1789. وباعتباره من أنصار دوك أورليان وذريته (دوق غيز، ثم كونت باريس)، فقد حلم بتحويل حركة العمل الفرنسية، التي أنشأها الجمهوريون القوميون حديثًا، إلى المثل الملكية، وجمع له باقي الملوك الفرنسيين التقليديين، ممثلين في ماركيز لاتور دو بان أو الجنرال دو شاريت.
كان التوليف بين الأفكار المعادية للثورة والقومية (ولكن أيضًا الوضعية)، الذي نجم عن الصدمة المعنوية لحرب عام 1870، والتي جعلت بعض القوى التقليدية تتجه نحو فكرة الوطنية وأدارت إلى حد كبير قضية دريفوس منذ عام 1898 وما بعده، يهدف إلى اكتشاف تمجيده في مذهب الموراسية. وبينما تظل هناك بعض الحركات القومية السياسية غير منتمية للموراسية، مثل العديد من تعبيرات اليعاقبة الخاصة بالقومية والقومية العالمية على غرار بيجوي، فقد تم تحويل السياسة المعادية للثورة تمامًا إلى الموراسية في عام 1911 بعد توحيد الجماعات الملكية التقليدية.
كانت الموراسية تهدف لإعطاء دفعة ثانية للأفكار المعادية للثورة، والتي كانت في انخفاض منذ عام 1893 الذي شهد انجذاب الكاثوليك للجمهورية. وكانت تهدف لنشر هذه الأفكار خارج المناطق التقليدية المضادة للثورة، والمجتمع الكاثوليكي، والطبقة الأرستقراطية.
ولأنه أصبح لا إدريا بشكل شخصي حتى السنوات الأخيرة من حياته (وهو الوقت الذي اعتنق فيه الكاثوليكية)، فقد قدر موراس الدور الاجتماعي والتاريخي للدين الكاثوليكي في المجتمع الفرنسي، وخاصة دوره كقوة فيدرالية. وقد عززت رؤيته النفعية للكنيسة الكاثوليكية كمؤسسة تخدم مصلحة التماسك الوطني التقارب بين الكاثوليك الملتزمين والمبتعدين كثيرًا عن الكنيسة.

### التأثير الكبير في النصف الأول من القرن العشرين
تطور التوليف الموراسي إلى أن أصبح مدرسة فكرية في فرنسا، وتوسع في الواقع خارج الحدود الفرنسية. وداخل فرنسا، أصبح للموراسية تأثير كبير في الأوساط الفكرية والطلابية (في الإدارات القانونية والطبية، وما إلى ذلك) في العقدين الثاني والثالث من القرن العشرين، وبلغت ذروتها في عام 1926 قبل إدانة البابا. على سبيل المثال، كان تيار الموراسية جاذبًا للشخصيات الأكثر تنوعًا، «من برنانوس إلى جاك لاكان، من ت. س. إليوت إلى جورج ديموزيل، ومن جاك ماريتان إلى جاك لوران، ومن تييري مولينييه إلى غوستاف ثيبون، وحتى شارل ديغول».
كانت الموراسية مصدرًا محددًا لإلهام الثورة الوطنية لفرنسا الفيشية في الفترة ما بين عامي 1940 - 1941، ونظام أنطونيو سالازار في البرتغال وفرانسيسكو فرانكو في إسبانيا.
إن روابط الموراسية مع أنظمة بيتان، وفرانكو، وسالازار، والدور الهام للسامية بين نشطاء الموراسية، وآراء بعض الموراسيين في وقت الحرب العالمية الثانية أدى إلى تشويه سمعة هذا التيار الفكري، الذي تقلص عدد أنصاره إلى أقلية ضئيلة في عام 1945. وفي فرنسا، يمكن العثور على الأجيال اللاحقة من أنصار هذا المذهب في مجموعات الضباط المعارضين لإنهاء الاستعمار من الهند الصينية والجزائر.

## قائمة المصادر
- Pierre Boutang, Maurras, la destinée et l'œuvre, La Différence, 1991 ;
- François Huguenin, A l'école de l'Action française: un siècle de vie intellectuelle, Editions J.-C. Lattès, 1998, 637 p.
- Yves Chiron, La vie de Maurras, Perrin, 1991 ;
- Stéphane Giocanti, Maurras félibre, coll. des Amis de la Langue d'oc, 1995.
- Michel Mourre, Charles Maurras, éd. Universitaires, 1958 ;
- Jacques Paugam, L'Âge d'or du maurrassisme, preface by Jean-Jacques Chevallier, Paris, Denoël, 1971.
- Claude Hauser & Catherine Pomeyrols (eds), L'Action française et l'étranger: usages, réseaux et représentations de la droite nationaliste française, L'Harmattan, 2001, 148 p., ISBN 2-7475-1778-0

## وصلات خارجية
- L'Empirisme organisateur (site of the Restoration nationale movement)